# Albert G. Porter
Albert Gallatin Porter, född 20 april 1824 i Lawrenceburg, Indiana, död 3 maj 1897 i Indianapolis, Indiana, var en amerikansk politiker och diplomat. Han var ledamot av USA:s representanthus 1859–1863 och Indianas guvernör 1881–1885.
Porter utexaminerades  från Indiana Asbury University (numera DePauw University) och studerade sedan juridik. Han arbetade därefter som advokat i Indiana. Mellan 1851 och 1853 var han stadsåklagare i Indianapolis. I sin ungdom var han demokrat men bytte under 1850-talet parti till republikanerna.
År 1859 efterträdde Porter James M. Gregg som kongressledamot och efterträddes fyra år senare av Ebenezer Dumont. Efter sin valseger mot Franklin Landers i guvernörsvalet 1880 efterträdde Porter 1881 Isaac P. Gray som Indianas guvernör och efterträddes 1885 av företrädaren Gray. Han var delegat till republikanernas konvent inför presidentvalet i USA 1888. Porter var USA:s beskickningschef i Italien 1889–1892.